# 石田敏子
石田 敏子（いしだ としこ、1935年 - ）は、日本の日本語教育学者、筑波大学名誉教授。

## 人物
国際基督教大学大学院修士課程修了。同準(准）教授、早稲田大学日本語教育研究科非常勤講師、筑波大学教授、1999年定年退官、名誉教授。日本女子大学文学部日本文学科教授、2005年退職。国際教養大客員教授、2010年退職(スタンフォード大講師、ハーバード大講師、パリ第7大講師、INALCO客員教授、オックスフォード大客員研究員、ダーラム大客員教授、マラヤ大客員教授）。
日本語教育を専門とするほか、多様な翻訳も行う。2021年、文化庁長官表彰。

## 著書
- 『日本語教授法』（大修館書店） 1988
- 『入門日本語テスト法』（大修館書店） 1992
- 『入門書き方の指導法 日本語の教え方を一から学び直したい人へ』（アルク） 2007

### 共著
- 『表記法』（鈴木順子共著、荒竹出版、外国人のための日本語例文・問題シリーズ） 1988

## 翻訳
- 『サンバガエルの謎 異端の生物学者カンメラーの悲劇』（アーサー・ケストラー、サイマル出版会） 1975
  - のち改題『サンバガエルの謎 獲得形質は遺伝するか』（岩波現代文庫）
- 『新しい外国語教育 サイレント・ウェイのすすめ』（アール・W・ステヴィック、日本ブリタニカ） 1979、のちアルク
- 『若者たちよ、自立をめざせ 若き友人達に贈る総合的人間学』（スチュアート・ピッケン、大和書房） 1981
- 『罪なき者の血を流すなかれ ル・シャンボン村の出来事』（フィリップ・ハリー、新地書房） 1986

## 参考
- 石田敏子教授略歴ならびに著述目録 (石田敏子教授退任記念号)　国文目白 2005-02